# Trisephena rubeola
Trisephena rubeola är en insektsart som beskrevs av Medler 1990. Trisephena rubeola ingår i släktet Trisephena och familjen Flatidae. Inga underarter finns listade i Catalogue of Life.